# احمد نخجوان
سرلشکر خلبان احمدخان نخجوان (۲۲ شهریور ۱۲۷۲ تبریز– ۱۴ اردیبهشت ۱۳۴۵ تهران) نخستین فرمانده نیروی هوایی ایران و به باور بسیاری نخستین خلبان ایرانی بود. هرچند طبق شواهد تاریخی، نخستین خلبان ایرانی کلنل محمدتقی پسیان اهل تبریز بوده‌است. او سال‌ها وزارت جنگ و فرماندهی نیروی هوایی ایران را بر عهده داشت. وی در زمان اشغال ایران توسط نیروهای روسیه و بریتانیا، به کمک چندین افسر دیگر ۳۰ هزار سرباز را به دلیل نداشتن تجربهٔ جنگی از پادگان‌های ارتش شاهنشاهی ایران مرخص کرد. وی از بزرگترین خائنین جنگ بود از علت های قحطی بعد از جنگ و مرگ هموطنان خویش شد.به همین علت رضا شاه مجبور به اعلام بی‌طرفی در جنگ شد، اما او را در برابر وزیران به باد کتک گرفت، درجه‌هایش را کند و به دادگاه نظامی ارجاع داد. او در دوران پادشاهی محمدرضا پهلوی بار دیگر به وزارت رسید و به او دیپلم خلبانی اهدا کرد.

## در رسانه
در مجموعه تلویزیونی «درچشم باد» شخصیت سرلشکر احمدخان نخجوان با بازی حمیدرضا هدایتی به تصویر کشیده شده است.

## تحصیلات
احمدخان نخجوان در سال ۱۲۷۲ خورشیدی در تبریز پا به جهان گذاشت. وی پسر مهاجری از ایرانیان ساکن نخجوان قفقاز بود. پدر و پدربزرگش از سرداران قزاقخانه بودند. وی تحصیلات خود را در ایران و فرانسه به انجام رسانید و به سال ۱۲۸۹ داخل مدرسهٔ قزاقخانه شد و به سال ۱۲۹۴ از آن مدرسه فارغ‌التحصیل شد و به بریگاد قزاق پیوست. در کودتا همکاری همه‌جانبه داشت و درجهٔ سرهنگ تمامی گرفت. پس از تشکیل قشون متحدالشکل در تیپ پیادهٔ اول رئیس ستاد تیپ بود. در سال ۱۳۰۲ به دستور وزیر جنگ وقت (سردار سپه) به جهت کسب علوم نظامی جدید عازم اروپا گردید و توانست رستهٔ خلبانی را در دانشکدهٔ ایستر فرانسه به اتمام برساند.

## نیروی هوایی و وزارت جنگ
تحصیلات خلبانی سرهنگ احمد نخجوان در سال ۱۳۰۴ پایان یافت و در بهمن‌ماه همان سال با یک فروند هواپیمای خریداری شده از فرانسه عازم ایران گردید و روز پنجم اسفند در قلعه‌مرغی به زمین نشست. احمد نخجوان اولین رئیس نیروی هوایی ایران شد و تا سال ۱۳۱۵ ریاست هواپیمایی با او بود. در این مدت چند بار مورد تغییر واقع و از کار برکنار شد اما هر دفعه پس از مدت کوتاهی به خدمت بازمی‌گشت. در ۱۳۰۷ به درجهٔ سرتیپی رسید. در ۱۳۱۸ کفیل وزارت جنگ در کابینهٔ احمد متین‌دفتری شد و در ۱۳۱۹ به درجهٔ سرلشکری رسید. نخجوان تا هشتم شهریور ۱۳۲۰ همزمان با حمله قوای شوروی و انگلیس به ایران در سمت کفالت وزارت جنگ قرار داشت و طرح مرخص کردن سربازان وظیفه و استخدام سربازان پیمانی را به تصویب اعضای شورای عالی ارتش رسانید. همین امر موجب تغییر و اعتراض شدید رضاشاه شد؛ لذا احمد نخجوان را به شدت مضروب و به زندان افکند. او تا ۲۵ شهریور در زندان بود و پس از استعفای شاه در ترمیم کابینهٔ فروغی در سی‌ام شهریور وزیر جنگ شد. پس از آن چندی بازرس و رئیس دفتر نظامی محمدرضاشاه بود و در سال ۱۳۴۵ درگذشت.
احمد نخجوان اولین خلبان ایرانی است که در ۵ اسفند ۱۳۰۴ یک هواپیمای برژت – ۱۹ را با پرچم و نشان ایران از فرانسه به پایگاه قلعه مرغی تهران پرواز داد. نخجوان در این زمان تنها ۲۰۰ ساعت پرواز در سابقه خود داشت و دورهٔ خلبانی خود را در فرانسه گذرانده بود. بدین ترتیب در این تاریخ اولین هواپیمای نیروی هوایی ایران با هدایت یک خلبان ایرانی مرزهای بین‌المللی را گذراند و به فضای پروازی ایران رسید. در همین دوره زمانی نیروی هوایی ایران از قالب یک اداره کوچک در ستاد فرماندهی ارتش خارج شده و به یک نیروی جداگانه تبدیل شده بود که نیروی هوایی شاهنشاهی ایران نام گرفته بود.
احمد نخجوان به همراه اسماعیل مرآت وزیر فرهنگ وقت، بر سره‌نویسی در زبان فارسی تأکید داشتند و کوشش‌های آن‌ها و دیگران، همراهی شاه را برای صدور فرمان تأسیس فرهنگستان زبان فارسی را به دنبال داشت.

## نگارخانه

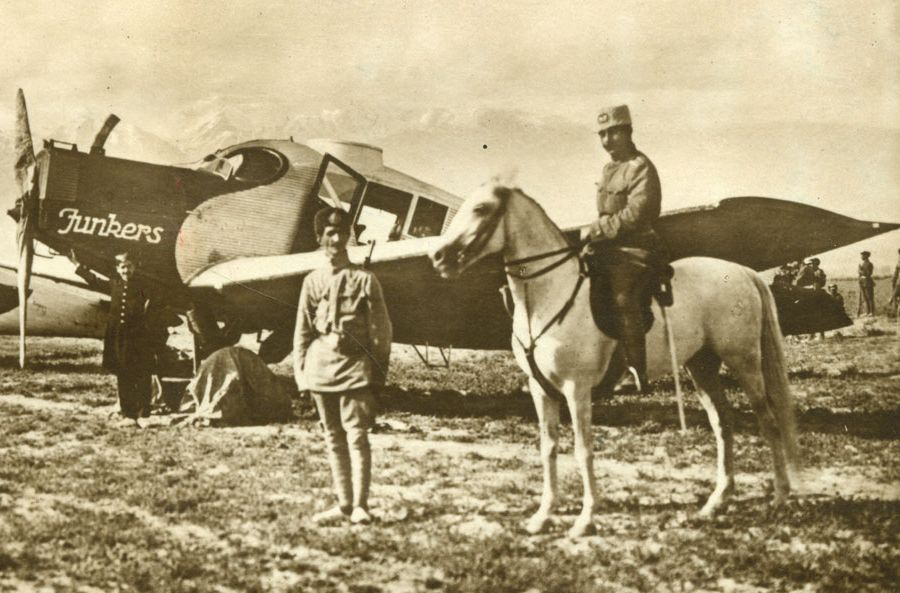
احمد نخجوان (ایستاده) در فرودگاه قلعه مرغی
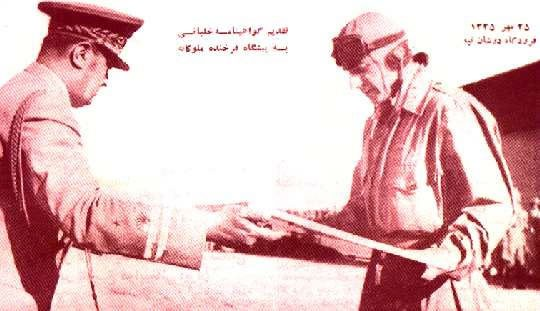
دریافت گواهینامهٔ خلبانی محمدرضا پهلوی از احمد نخجوان